# Eleição municipal de Manaus em 2008
A Eleição municipal da cidade brasileira de Manaus ocorreu no dia 5 de outubro de 2008 para a eleição de 1 (um) prefeito, 1 (um) vice-prefeito e de 38 (trinta e oito) vereadores para a administração da cidade. Como o candidato ao cargo majoritário não alcançou a maioria absoluta dos votos válidos, houve um novo escrutínio no dia 26 de outubro de 2008. O prefeito e o vice-prefeito eleitos assumirão os cargos no dia 1 de janeiro de 2009 e seus mandatos terminarão em dia 31 de dezembro de 2012.

## Antecedentes
Na eleição municipal de 2004, Serafim, do PSB,  derrotou o candidato do PFL, Amazonino Mendes, no segundo turno. Esse pleito foi marcado por uma reviravolta, pois Serafim havia sido apenas o segundo candidato mais bem votado no primeiro turno eleitoral com 28,77% dos votos e Amazonino com 43,5%. Amazonino tentava se eleger pela terceira vez para a Prefeitura de Manaus.

## Fatos
- Para que não haja a coação de eleitores na votação, o Tribunal Regional Eleitoral proibiu a entrada de celulares, máquinas fotográficas e qualquer outro tipo de aparelho de captura de vídeo.[4]
- Houve a disputa para ver quem seria o candidato oficial do presidente Lula entre Francisco Praciano (PT), Omar Aziz (PMN), Amazonino Armando Mendes (PTB) e Serafim Fernandes Corrêa (PSB).[5]

## Candidatos
|  | Nº | Candidato(a) a prefeito | Candidato(a) a prefeito                            | Candidato(a) a vice-prefeito | Candidato(a) a vice-prefeito                              | Coligação |
|  | -- | ----------------------- | -------------------------------------------------- | ---------------------------- | --------------------------------------------------------- | --- |
|  | 13 |                         | Francisco Praciano (PT) Francisco Ednaldo Praciano |                              | Luiz Castro (PPS) Luiz Castro Andrade Neto                | A Vitória do Povo - Partido dos Trabalhadores (PT) - Partido Popular Socialista (PPS) |
|  | 14 |                         | Amazonino Mendes[P] (PTB) Amazonino Armando Mendes |                              | Carlos Souza (PP) Carlos Alberto Cavalcante de Souza      | Manaus, um futuro melhor - Partido Trabalhista Brasileiro (PTB) - Partido Progressista (PP) - Partido Humanista da Solidariedade (PHS) - Partido Renovador Trabalhista Brasileiro (PRTB) - Partido Trabalhista Nacional (PTN) - Partido Trabalhista Cristão (PTC)° Partido Verde (PV)                                                                                |
|  | 21 |                         | Luiz Navarro (PCB) Luiz Manoel Navarro             |                              | Dr. Castelo (PCB) Francisco Pereira Castelo               | Sem coligação - Partido Comunista Brasileiro (PCB) |
|  | 33 |                         | Omar Aziz (PMN) Omar José Abdel Aziz               |                              | Sabá Reis (PR) Sebastião da Silva Reis                    | União por Manaus - Partido da Mobilização Nacional (PMN) - Partido da República (PR) - Partido Social Liberal (PSL) - Partido Republicano Progressista (PRP) - Partido do Movimento Democrático Brasileiro (PMDB) - Partido Trabalhista do Brasil (PTdoB) - Partido Republicano Brasileiro (PRB) - Partido Social Cristão (PSC)° Partido Comunista do Brasil (PCdoB) |
|  | 40 |                         | Serafim Corrêa[R] (PSB) Serafim Fernandes Corrêa   |                              | Professor Maneca (DEM) Manoel Maneca do Carmo Chaves Neto | Manaus para todos - Partido Socialista Brasileiro (PSB) - Democratas (DEM) - Partido Democrático Trabalhista (PDT) - Partido da Social Democracia Brasileira (PSDB) - Partido Social Democrata Cristão (PSDC) |
|  | 50 |                         | João Bessa (PSOL) João Ricardo Bessa Freire        |                              | Gilberto Vasconcelos (PSTU) Gilberto Vasconcelos da Silva | Frente de Esquerda Socialista - Partido Socialismo e Liberdade (PSOL) - Partido Socialista dos Trabalhadores Unificado (PSTU) |

## Eleitorado
Na eleição para prefeito da cidade de Manaus foram contabilizados no total 1.056.360 votos, sendo destes 47,59% representados pelo sexo masculino, enquanto que 52,40% dos votos foram representados pelo sexo feminino.
Abaixo a tabela com as especificações dos números de votos por faixa etária e sexo. 
| Faixa Etária       | Votos do Sexo Masculino | Votos do Sexo Feminino |
| ------------------ | ----------------------- | ---------------------- |
| Inválida           | 1                       | 4                      |
| 16 anos            | 1.700                   | 1.838                  |
| 17 anos            | 6.313                   | 6.666                  |
| 18 a 20 anos       | 37.948                  | 40.185                 |
| 21 a 24 anos       | 62.526                  | 67.668                 |
| 25 a 34 anos       | 149.376                 | 165.572                |
| 35 a 44 anos       | 107.255                 | 117.023                |
| 45 a 59 anos       | 94.155                  | 104.513                |
| 60 a 69 anos       | 24.481                  | 28.254                 |
| 70 a 79 anos       | 11.606                  | 14.372                 |
| Superior a 79 anos | 7.318                   | 7.440                  |

## Resultados da eleição

### Prefeito
| Candidato(a)             | Vice                        | 1º Turno 5 de outubro de 2008 | 1º Turno 5 de outubro de 2008 | 2º Turno 26 de outubro de 2008 | 2º Turno 26 de outubro de 2008 |
| Candidato(a)             | Vice                        | Votação                       | Votação                       | Votação                        | Votação                        |
| Candidato(a)             | Vice                        | Total                         | Porcentagem                   | Total                          | Porcentagem                    |
| ------------------------ | --------------------------- | ----------------------------- | ----------------------------- | ------------------------------ | ------------------------------ |
| Amazonino Mendes (PTB)   | Carlos Souza (PP)           | 402.717                       | 46,21%                        | 495.460                        | 57,13%                         |
| Serafim Corrêa (PSB)     | Professor Maneca (DEM)      | 200.423                       | 23,00%                        | 371.845                        | 42,87%                         |
| Omar Aziz (PMN)          | Sabá Reis (PR)              | 153.071                       | 17,56%                        | Não participaram               | Não participaram               |
| Francisco Praciano (PT)  | Luiz Castro (PPS)           | 111.536                       | 12,80%                        | Não participaram               | Não participaram               |
| Luiz Navarro (PCB)       | Dr. Castelo (PCB)           | 2.051                         | 0,24%                         | Não participaram               | Não participaram               |
| João Bessa (PSOL)        | Gilberto Vasconcelos (PSTU) | 1.730                         | 0,20%                         | Não participaram               | Não participaram               |
| Total de votos válidos   | Total de votos válidos      | 871.528                       | 100,00%                       | 867.305                        | 100,00%                        |
| Votos apurados           |                             |                               |                               |                                |                                |
| Votos válidos            | Votos válidos               | 871.528                       | 94,84%                        | 867.305                        | 97,37%                         |
| Votos em branco          | Votos em branco             | 13.252                        | 1,44%                         | 9.642                          | 1,08%                          |
| Votos nulos              | Votos nulos                 | 34.128                        | 3,71%                         | 13.790                         | 1,55%                          |
| Total de votos apurados  | Total de votos apurados     | 918.908                       | 100,00%                       | 890.737                        | 100,00%                        |
| Eleitores                |                             |                               |                               |                                |                                |
| Comparecimento           | Comparecimento              | 918.908                       | 86,99%                        | 890.737                        | 84,33%                         |
| Abstenções               | Abstenções                  | 137.369                       | 13,01%                        | 165.540                        | 15,67%                         |
| Total de eleitores       | Total de eleitores          | 1.056.277                     | 100,00%                       | 1.056.277                      | 100,00%                        |
| Total de seções: 2.676   |                             |                               |                               |                                |                                |
| Fonte: Justiça Eleitoral |                             |                               |                               |                                |                                |

### Vereadores eleitos
Manaus elegeu no dia 5 de outubro 38 vereadores. Abaixo segue-se uma lista dos vereadores eleitos por partido político:
| Partido | Vereador               | Votos        |
| ------- | ---------------------- | ------------ |
| PTB     | Luís Alberto Carijó    | 13.865 votos |
| PTB     | Reizo Castelo Branco   | 12.327 votos |
| PTB     | Marise Mendes          | 6.010 votos  |
| PTB     | Dr. Isaac Tayah        | 4.759 votos  |
| PTB     | Wilton Lira            | 4.521 votos  |
| PTB     | Dr. Denis              | 4.105 votos  |
| PP      | Henrique Oliveira      | 35.518 votos |
| PP      | Socorro Sampaio        | 7.671 votos  |
| PP      | Maria Mirtes Sales     | 6.947 votos  |
| PRP     | Cida Gurgel            | 8.585 votos  |
| PRP     | Mário Bastos           | 8.045 votos  |
| PRP     | Jaildo dos rodoviários | 7.437 votos  |
| PRP     | Sildomar Abtibol       | 5.529 votos  |
| PSB     | Elias Emanuel          | 6.463 votos  |
| PSB     | Gilmar Nascimento      | 5.854 votos  |
| PSB     | Joaquim Lucena         | 5.678 votos  |
| PSC     | Amauri Colares         | 7.488 votos  |
| PSC     | Paulo Nasser           | 5.522 votos  |
| PMN     | Dr. Gomes              | 7.256 votos  |
| PMN     | Glória Carrate         | 6.400 votos  |
| PRTB    | Roberto Sabino         | 9.170 votos  |
| PRTB    | Fausto Souza           | 6.243 votos  |
| PHS     | Wilker Barreto         | 7.176 votos  |
| PHS     | Homero Miranda Leão    | 4.396 votos  |
| PMDB    | Marcel Alexandre       | 11.061 votos |
| PMDB    | Arlindo Júnior         | 7.249 votos  |
| PTN     | Eloi Abreu             | 5.316 votos  |
| PTN     | Dr. Vitor              | 4.828 votos  |
| PV      | Tabosa                 | 4.393 votos  |
| PV      | Mitoso                 | 4.390 votos  |
| PT      | José Ricardo Wendling  | 3.877 votos  |
| PT      | Ademar Bandeira        | 2.221 votos  |
| PDT     | Mário Frota            | 4.205 votos  |
| PTC     | Vilma Queiroz          | 3.696 votos  |
| PPS     | Hissa Abrahão          | 2.338 votos  |
| PSL     | Massami Miki           | 6.045 votos  |
| PTdoB   | Irailton Sena          | 4.243 votos  |
| PCdoB   | Marcelo Ramos          | 5.499 votos  |

## Representação numérica das coligações na Câmara dos Vereadores
| Coligação          | Votos   | Votos válidos(%) | Número de Vereadores |
| PTB                | 121.231 | 13,86            | 6                    |
| PMDB / PMN / PSC   | 115.273 | 13,18            | 6                    |
| PTC / PTN          | 75.346  | 08,62            | 3                    |
| PP                 | 67.279  | 07,69            | 3                    |
| PRB / PRP          | 66.874  | 07,65            | 3                    |
| PSB                | 59.100  | 06,76            | 3                    |
| PSL / PR / PT do B | 49.624  | 05,67            | 2                    |
| PT                 | 48.171  | 05,51            | 2                    |
| PRTB               | 46.408  | 05,31            | 2                    |
| PHS                | 46.025  | 05,26            | 2                    |
| PV                 | 45.016  | 05,15            | 2                    |
| PSDB / DEM         | 38.315  | 04,38            | 1                    |
| PSD                | 33.075  | 03,78            | 1                    |
| PDT / PSDC         | 32.147  | 03,68            | 1                    |
| PC do B            | 26.575  | 03,04            | 1                    |
| PSOL / PSTU        | 3.509   | 00,40            | 0                    |
| PCB                | 476     | 00,05            | 0                    |